# كتاب ذم الهوى
كتاب ذم الهوى هو كتاب عن مضار الهوى والعشق، ألفه الحافظ ابن الجوزي (508-597)، تحدث المؤلف في كتابه عن مسالة الحب والعشق والهوى الفتاكة التي أفسدت القلوب والأبدان، وحمل معاول الهدم، متسلحا بأحاديث النبي صلى الله عليه وسلم، وأقوال الصحابة والتابعين، وما ذكر من قصص المغرمين.
قال ابن الجوزي في مقدمة كتابه:
| كتاب ذم الهوى | شكا إلي بعض من أثرت شكواه إثارة همتي في جمع هذا الكتاب من بلاء ابتلى به، وهوى هوى به، وسألني المبالغة في وصف دواء دائه فأهديت له نصيحة وديد لأودائه، وقد أتيت بها على أبلغ ترتيب | كتاب ذم الهوى |

من المواضيع التي تطرق لها ابن الجوزي في كتابه : فضل العقل وما جاء فيه، ذم الهوى والشهوات، ذكر من كفر بسبب العشق، ذكر أخبار من قتل معشوقه، ماهية العشق وحقيقته، الآفات التي تجري على العاشق من المرض والضنى، الحث على التوبة والاستغفار، إثم النظر وعقوبته، حراسة القلب من التعرض بالشواغل والفتن، التحذير من عمل قوم لوط، الافتخار بالعفاف، ثواب من غض بصره عن الحرام.